# Ceratonereis vulgata
Ceratonereis vulgata är en ringmaskart som först beskrevs av Johan Gustaf Hjalmar Kinberg 1865.  Ceratonereis vulgata ingår i släktet Ceratonereis och familjen Nereididae. Inga underarter finns listade i Catalogue of Life.